# Alessandro Bastoni
Alessandro Bastoni (Casalmaggiore, 13 de abril de 1999) é um futebolista italiano que atua como zagueiro. Atualmente defende a Internazionale.

## Carreira
Sua estreia como jogador profissional foi num jogo da Copa da Itália de 2016–17, contra o Pescara, que terminou com vitória da Atalanta por 3 a 0. O primeiro jogo na Série A foi na vitória por 1 a 0 sobre a Sampdoria, onde também atuou os 90 minutos.
Em agosto de 2017, a Internazionale anunciou a contratação de Bastoni por 31 milhões de euros, emprestando-o novamente à Atalanta por 2 temporadas. Porém, o zagueiro disputou apenas 4 partidas pela primeira divisão italiana e um jogo pela Copa antes de ser reintegrado ao elenco da Internazionale em 2018. No mesmo ano, voltou a ser emprestado, desta vez ao Parma. Foram 24 jogos como jogador dos Crociati, fazendo seu primeiro gol no empate em 3 a 3 com a Sampdoria, em maio de 2019. De volta à Internazionale, Bastoni fez sua estreia pela Beneamata novamente em uma partida contra a Sampdoria, em setembro do mesmo ano.
Na campanha que levou a Inter ao título da Série A de 2020–21, Bastoni atuou em 31 jogos, disputando ainda 2 jogos da Copa da Itália e 6 pela Liga dos Campeões da UEFA.
Na campanha do vice-campeonato da Liga dos Campeões da UEFA 2022-23 Batoni foi fundamental, ele ainda foi escolhido um dos melhores zagueiros da competição.

## Seleção Italiana
Com passagens pelas seleções de base da Itália desde 2014, Bastoni fez sua estreia no time principal da Squadra Azzurra em novembro de 2020, na vitória por 4 a 0 sobre a Estônia. Bastoni foi um dos 26 convocados pelo técnico Roberto Mancini para a disputa da Eurocopa 2020.

## Vida pessoal
É filho de Nicola Bastoni, ex-jogador da Cremonese.
Em outubro de 2020, testou positivo para a COVID-19, permanecendo assintomático.

## Títulos
Internazionale
- Campeonato Italiano: 2020–21[12] e 2023–24
- Copa da Itália: 2021-22 e 2022–23
- Supercopa da Itália: 2021[13], 2022 e 2023

Seleção Italiana
- Eurocopa: 2020

### Prêmios Individuais
- Equipe ideal da Liga dos Campeões da UEFA: 2022–23
- Melhor defensor do Campeonato Italiano: 2023–24, 2024–25[14]